# Actinoptera carignaniensis
Actinoptera carignaniensis es una especie de insecto del género Actinoptera de la familia Tephritidae del orden Diptera.

## Historia
Kapoor y Grewal la describieron científicamente por primera vez en el año 1977.